# 阿德里安·科斯马
阿德里安·科斯马（羅馬尼亞語：Adrian Cosma，1950年6月5日—），罗马尼亚男子手球运动员。他曾代表罗马尼亚国家队参加1972年、1976年和1980年夏季奥林匹克运动会手球比赛，获得一枚银牌和二枚铜牌。